# Forces armées conjointes de la Communauté des États indépendants
Les forces armées conjointes de la Communauté des États indépendants (russe : Объединённые Вооружённые силы Содружества Независимых Государств) est une entité militaire éphémère associée à la Communauté des États indépendants. La force est créée en 1992 après la dislocation de l'URSS et destinée à maintenir les forces armées soviétiques et à contrôler les armes nucléaires de l'ex URSS.
Elle est rapidement remplacée par le contrôle russe de facto de ces armes nucléaires et la formation d'armées nationales distinctes pour chacun des anciens États soviétiques, et cessera effectivement d'exister à la fin de 1993,.

## Formation
L'Union soviétique s'est officiellement dissoute le 25 décembre 1991. Après avoir signé l'accord de Minsk le 21 décembre 1991, les pays de la CEI nouvellement formée signent un protocole sur la nomination temporaire du maréchal de l'aviation Evgueni Chapochnikov au poste de ministre de la Défense et commandant des forces armées sur leur territoire, y compris les forces nucléaires stratégiques. Le 14 février 1992, Chapochnikov est officiellement nommé commandant suprême des forces armées de la CEI.

## Désintégration
Le 16 mars 1992, un décret de Boris Eltsine créé les forces armées de la fédération de Russie sous le contrôle opérationnel du haut commandement allié et du ministère de la Défense, dirigé par le président. Enfin, le 7 mai 1992, Eltsine signe un décret portant création des forces armées russes et assume les fonctions de commandant suprême. En mai 1992, le général-colonel Pavel Gratchiov devient ministre russe de la Défense et est nommé premier général d'armée russe à son entrée en fonction.
Après cette annonce, le maréchal de l'aviation Chapochnikov, commandant en chef des forces armées de la CEI, chef du commandement principal (Glavkomat) « et un état-major squelettique pour soutenir son rôle de commandant des forces armées de la CEI sont expulsés des bâtiments du ministère de la Défense et de l'état-major général et reçoivent des bureaux dans l'ancien quartier général du pacte de Varsovie à la périphérie nord de Moscou ». L'état-major de Chapochnikov devint rapidement un corps très faible alors que les autorités des nouveaux États affirmèrent leur contrôle sur leurs propres forces armées. Le 15 juin 1993, le personnel de Chapochnikov est licencié et son leader forcé de démissionner. À la fin de 1993, l'abolition du Commandement militaire conjoint (Glavkomat) est acté.
Le commandement militaire conjoint de la CEI est remplacé par un état-major interarmées réduit pour la coordination de la coopération militaire. Un accord est officiellement signé à Achgabat le 24 décembre 1993 pour établir l'état-major de la coordination des États membres de la coopération militaire de la Communauté des États indépendants (russe : Штабе по координации военного сотрудничества госуда рств – участников Содружества Независимых Государств). Le colonel général Viktor Samsonov occupe ce poste jusqu'en octobre 1996. Le général d'armée Vladimir Yakovlev semble être devenu chef d'état-major en juin 2001.